# سارة حجي
سارة محمود حجي أحمد عالم وباحثة مصرية في مجال السرطان، حصلت على جائزة ريشتسينهاين الألمانية لأفضل بحث في مجال السرطان عام 2021 وذلك عن أطروحتها والتي نشرت في مجلة نيتشر عام 2020. وتُعد من أوائل المصريين الذين حصلوا علي قبول للدراسة العليا في مركز أبحاث السرطان الألماني.
تخرجت من كلية الصيدلة بالجامعة الألمانية بالقاهرة ثم هاجرت لألمانيا وألتحقت بجامعة هايدلبرج ومنها حصلت على درجة الماجستير والدكتوراة، عملت كمدربة مع الصليب الأحمر الألماني للمساعدة في تطوير مشروعات للاجئين والمهاجرين الجدد في مخيمات اللجوء، ثم انتقلت عام 2023 للعمل كمدربة حياتية للمهاجرين الجدد لتحسين عملية اندماجهم في المجتمع الأوروبي مستفيدة من تجربتها كباحثة مغتربة في ألمانيا على مدار 11 عاماً وأتجهت حالياً لمجال ريادة الأعمال و إمتهان تدريب و تطوير الكوارد البشرية، وتم إختيارها ضمن قائمة أفضل 15 مدرب حياتي على مستوى برلين في قائمة Influence Digest للعامين 2022 و2023، وبالإضافة إلى اختيارها كأفضل مدربة للعام 2023 في قائمة Acquisition International.

## حياتها
تخرجت من كلية الصيدلة بالجامعة الألمانية بالقاهرة عام 2012، وقالت في إحدى التصريحات الإعلامية أو وفاة إحدى قريباتها كان سبباً للعمل كباحثة في مجال مرض السرطان، وبعدها سافرت لألمانيا للإلتحاق بجامعة هايدلبرج  وحصلت على الماجستير في علوم السرطان عام 2017، ثم درجة الدكتوراه عام 2020.
انخرطت عام 2021 في التدريب والتأهيل بمؤسسات إنجليزية وأمريكية وتمكنت من تدريب 34 مهاجرا لتطوير مهاراتهم الشخصية والعملية، ثم بدأت وظيفتها كمدربة مع الصليب الأحمر الألماني للمساعدة في تطوير مشروعات للاجئين والمهاجرين الجدد في مخيمات اللجوء، تمكنت من الحصول على رخصة العمل كمدربة حياتية في برلين ومعها تصريح إقامة لمدة 3 سنوات كمدربة في ألمانيا بعد 11 عاما من الإقامات الطلابية والمؤقتة.

## إنجازاتها
حققت إنجازًا علميًا كبير في مجال الأورام السرطانية عن أطروحتها العلمية أثناء الحصول على درجة الدكتوراة التى أثبتت خلالها وجود تأثير للهرمونات الجنسية لدى المرأة مثل هرمون الاستروجين على الأعضاء غير الجنسية كالأمعاء والبنكرياس، وهو ما ساهم في تفسير الظاهرة التي حيرت الكثير من العلماء عن ارتفاع نسبة هذه الهرمونات حول منطقة الأورام السرطانية في أعضاء الجهاز الهضمي، ونشر بحثها بمجلة نيتشر في 7 يوليو/تموز عام 2020.
وأوضحت جامعة هايدلبرج أن الدراسة تعد الأولى من نوعها التى تعلن وجود علاقة نسبية بين تلك الهرمونات وتضخم حجم الورم السرطانى في هذه المنطقة من الجسم، حيث أثبتت الباحثة خلال دراستها أنه عندما يتم إفراز هذه الهرمونات من المبيض تتجه إلى الخلايا الجذعية الموجودة في الأمعاء والمواد الخام بالجسم، التي تتولد منها جميع الخلايا الأخرى ذات الوظائف المتخصصة وتنقسم لتكوّن مزيدًا من الخلايا الوليدة وعندما يحدث خلل في طبيعة عمل تلك الخلايا ينتج عنها مضاعفات حيث يؤثر زيادة انقسامها عن الحد الطبيعي إلى تضخم حجم الأمعاء لامتصاص مواد غذائية أكثر ما يؤدي إلى الإصابة بالالتهابات وشيخوخة المعدة وتطور الأورام السرطانية.
وأضافت الجامعة أن هذا الإنجاز العلمي أهلها للفوز بجائزة ريشتسينهاين الألمانية لعام 2021 من قبل المركز الالماني لأبحاث السرطان وجامعة هايدلبرج بألمانيا إحدى كبرى الجامعات في مجال علوم السرطان، كما تم تقديم منحة مالية تقدر 2.7 مليون دولار من معهد هانتسمان للسرطان بالولايات المتحدة الأمريكية لاستكمال الأبحاث على النتائج الفريدة التي توصلت إليها.

## جوائز وتكريم
في عام 2021 حصلت على جائزة ريشتسينهاين الألمانية لأفضل بحث في مجال السرطان  وهنأتها السفارة الألمانية بالقاهرة، كما تم تكريمها من الرئيس المصري السيسي وحرمه ضمن مجموعة من الملهمات في منتدى شباب العالم بشرم الشيخ عام 2022.
واختيرت ضمن قائمة أفضل 15 مدرب حياتي على مستوى برلين في قائمة Influence Digest للعامين 2022 و2023، وبالإضافة إلى اختيارها كأفضل مدربة للعام 2023 في قائمة Acquisition International.

## وصلات خارجية
- منشورات بواسطة سارة حجي على ريسيرش غيت